# Andrzej Dulęba
Andrzej Dulęba (ur. 11 kwietnia 1942 w m. Jęzor) – generał broni pilot Wojska Polskiego, dowódca Wojsk Lotniczych i Obrony Powietrznej w latach 1999-2002

## Życiorys
W 1959 odbył kurs szybowcowy w Aeroklubie Śląskim w Katowicach. W 1961 zdał maturę w Technikum Śląskich Technicznych Zakładów Naukowych w Katowicach. Od 13 listopada 1961 do 19 marca 1964 był podchorążym Oficerskiej Szkoły Lotniczej im. Jana Krasickiego w Dęblinie. 19 marca 1964 został promowany na  stopień podporucznika przez gen. bryg. pil. Michała Jakubika. Od 1964 był pilotem, a następnie starszym pilotem w 4 Pułku Lotnictwa Myśliwskiego w Goleniowie. Od 1967, po zmianie nazwy pułku był starszym pilotem w 2 Pułku Lotnictwa Myśliwskiego "Kraków", od 1968 dowódcą klucza, a od 1970 nawigaorem eskadry. W 1971 został przeniesiony do 40 Pułku Lotnictwa Myśliwsko-Szturmowego w Świdwinie. Ukończył także Kurs Nawigatorów Pułków i Eskadr Lotniczych przy Centrum Szkolenia Lotniczego w Modlinie. W latach 1972–1975 był słuchaczem Akademii Sztabu Generalnego Wojska Polskiego w Rembertowie. Po ukończeniu studiów powrócił do macierzystego pułku na stanowisko dowódcy eskadry, od października 1976 był zastępcą dowódcy pułku do spraw liniowych, a od maja 1978 do grudnia 1985 był dowódcą 40 Pułku Lotnictwa Myśliwsko-Bombowego. W 1984 dowodzony przez niego pułk został przezbrojony na samoloty Su-22 i w związku z tym zmienił nazwę na 40 pułk lotnictwa myśliwsko-bombowego. Również w 1984 ukończył Kurs Operacyjny w Akademii Sztabu Generalnego WP. Od grudnia 1985 był zastępcą do spraw liniowych dowódcy 3 Brandenburskiej Dywizji Lotnictwa Myśliwsko-Bombowego w Świdwinie.  W lipcu 1989 ukończył Podyplomowe Studium Operacyjno-Strategiczne w Akademii Sztabu Generalnego Wojska Polskiego WP.
21 lutego 1990 powierzono mu pełnienie obowiązków dowódcy 2 Dywizji Lotnictwa Myśliwsko-Bombowego w Pile. 25 marca 1991 powołany został na stanowisko szefa Wojsk Lotniczych-zastępcy dowódcy Wojsk Lotniczych i Obrony Powietrznej. 2 listopada 1995 wyznaczony został na stanowisko szefa sztabu Wojsk Lotniczych i Obrony Powietrznej. Od 30 sierpnia 1999 do 3 kwietnia 2002 na mocy decyzji Prezydenta RP dowodził Wojskami Lotniczymi i Obrony Powietrznej. 11 kwietnia 2002 uroczyście zdał w Świdwinie obowiązki dowódcy, po czym przeniesiony został w stan spoczynku.
W powietrzu spędził 2700 godzin. Posiada I klasę pilota wojskowego. Latał na samolotach: CSS-13, LWD Junak, TS-8 Bies,  MiG-15, Lim-1, Lim-2, Lim-6, TS-11 Iskra oraz Su-22. Podczas wizyt w państwach NATO wykonywał też loty na samolotach F-16 Fighting Falcon oraz CF-18 Hornet. 23 sierpnia 1970 podczas obchodów Święta Lotnictwa w Szczecinie wystąpił z pokazem indywidualnego pilotażu na samolocie Lim-5P. W 1991 był współorganizatorem pierwszych międzynarodowych pokazów lotniczych w Poznaniu. Jako szef sztabu, a następnie dowódca WLiOP kierował procesem zmian strukturalnych dowództw, sztabów i jednostek w celu ich dostosowania do istniejących warunków polityczno-ekonomicznych.

## Awanse
- podporucznik - 19 marca 1964
- porucznik - 1 października 1966
- kapitan - 21 września 1970
- major - 10 lipca 1975
- podpułkownik - 22 września 1978
- pułkownik - 22 września 1983
- generał brygady - 5 listopada 1991 (nominacja wręczona 11 listopada 1991 przez Prezydenta RP Lecha Wałęsę)
- generał dywizji - 15 sierpnia 1999 (nominacja wręczona 15 sierpnia 1999 przez Prezydenta RP Aleksandra Kwaśniewskiego)
- generał broni - 15 sierpnia 2000 (nominacja wręczona 15 sierpnia 2000 przez Prezydenta RP Aleksandra Kwaśniewskiego)

## Ordery i odznaczenia
- Krzyż Komandorski Orderu Odrodzenia Polski (2001)[1]
- Krzyż Oficerski Orderu Odrodzenia Polski (1992)
- Krzyż Kawalerski Orderu Odrodzenia Polski (1984)
- Srebrny Krzyż Zasługi (1976)
- Złoty Medal „Siły Zbrojne w Służbie Ojczyzny”
- Srebrny Medal „Siły Zbrojne w Służbie Ojczyzny”
- Brązowy Medal „Siły Zbrojne w Służbie Ojczyzny”
- Złoty Medal „Za Zasługi dla Obronności Kraju”
- Srebrny Medal „Za Zasługi dla Obronności Kraju”
- Brązowy Medal „Za Zasługi dla Obronności Kraju”
- Tytuł honorowy Zasłużony Pilot Wojskowy PRL (1987)
- Tytuł „Honorowego Obywatela Świdwina” nadany 21 września 2000 przez Radę Miasta[2].
- inne odznaczenia

## Życie prywatne
Syn Zygmunta i Adelajdy z domu Tryner. Od 1965 żonaty z Lidią z domu Musiał, jedna córka.